# David Hirschfelder
David Hirschfelder (Ballarat, 18 november 1960) is een Australisch filmcomponist.
Hirschfelder begon met zijn muziekcarrière in 1980 als toetsenist bij de groepen Pyramid en de Peter Cupples Band. Ook was hij lid van de groepen Little River Band (1983 - 1986), Dragon (1987 - 1989) en de John Farnham's begeleidingsband (1986 - 1992). Sinds 1990 componeert hij vooral muziek voor films en televisieseries. Zijn bekendste werken zijn onder meer Australia, Shine en Elizabeth. Voor de laatste twee ontving hij een Oscar-nominatie. Ook componeerde Hirschfelder de openingsceremonie van de Olympische Zomerspelen 2000 in Sydney.

## Filmografie
- 1992: Strictly Ballroom
- 1994: Dallas Doll
- 1995: The Life of Harry Dare
- 1995: Tunnel Vision
- 1996: Shine
- 1996: Dating the Enemy
- 1998: Sliding Doors
- 1998: The Interview
- 1998: Elizabeth
- 1999: What Becomes of the Broken Hearted?
- 2000: Hanging Up
- 2000: The Weight of Water
- 2000: Better Than Sex
- 2003: The Wannabes
- 2004: Peaches
- 2006: Aquamarie
- 2006: Irresistible
- 2007: Shake Hands with the Devil
- 2008: The Children of Huang Shi
- 2008: Australia
- 2009: The Blue Mansion
- 2010: I Love You Too
- 2010: Legend of the Guardians: The Owls of Ga'Hoole
- 2011: Sanctum
- 2013: The Railway Man
- 2014: John Doe: Vigilante
- 2014: Healing
- 2014: The Water Diviner
- 2015: The Dressmaker
- 2016: A Street Cat Named Bob
- 2017: A Few Less Men
- 2017: Dance Academy: The Movie
- 2018: In Like Flynn
- 2019: Ride Like a Girl
- 2019: Chui shao ren
- 2020: Escape from Pretoria

## Overige producties

### Televisieseries
- 1990: Skirks
- 2002: Bootleg
- 2004: Blackjack (2004 -2007)
- 2015: Banished
- 2017: House of Bond (miniserie)

### Documentaires
- 1993: A Kid Called Troy
- 2008: Salute
- 2012: Beyond Right and Wrong: Stories of Justice

## Prijzen en nominaties

### Academy Awards
| Jaar | Titel     | Categorie                    | Uitslag     |
| ---- | --------- | ---------------------------- | ----------- |
| 1997 | Shine     | Beste dramatische filmmuziek | Genomineerd |
| 1999 | Elizabeth | Beste dramatische filmmuziek | Genomineerd |

### BAFTA Awards
| Jaar | Titel             | Categorie        | Uitslag     |
| ---- | ----------------- | ---------------- | ----------- |
| 1993 | Strictly Ballroom | Beste filmmuziek | Gewonnen    |
| 1997 | Shine             | Beste filmmuziek | Genomineerd |
| 1999 | Elizabeth         | Beste filmmuziek | Gewonnen    |

### Golden Globe Awards
| Jaar | Titel | Categorie        | Uitslag     |
| ---- | ----- | ---------------- | ----------- |
| 1997 | Shine | Beste filmmuziek | Genomineerd |

- Biblioteca Nacional de España: XX4616844
- Bibliothèque nationale de France: cb14018317d (data)
- Gemeinsame Normdatei: 134692381
- International Standard Name Identifier: 0000 0001 1949 2883
- Library of Congress Control Number: no97044632
- MusicBrainz: 5254cd9f-4684-4a5a-8644-08c2567a1bb2
- Nationale Bibliotheek van Tsjechië: xx0181322
- Nationale Bibliotheek van Israël: 987007455317005171
- SNAC: w6f22chk
- Système universitaire de documentation: 079506372
- Virtual International Authority File: 44497801
- WorldCat: E39PBJmDjQvPwk3wKtJKPtVt8C